# カーデシア人
カーデシア人（英語：Cardassian）はアメリカのSFテレビドラマ『スタートレック』シリーズに登場する、架空の異星人。ヒューマノイド型。

## 劇中の設定

### 人間性
プライドが高い民族で、特に他種族と関わるときには体面を非常に気にする。クリンゴン人同様に戦闘民族であるが、名誉のためではなくあくまで自国の目的を達成するために戦っている。拷問なども行う。倫理や秩序を厳格に守る種族であるが、それはあくまで彼らの価値観に沿ったものであり、他種族から見れば狡猾で冷酷な種族と受けとられることが多い。

### カーデシア
惑星連邦、クリンゴン帝国に隣接し、アルファ宇宙域に広がる星間国家のひとつ、カーデシア連合を統治する。カーデシア連合は軍事政権によって支配されている。ガロア級巡洋艦などを多く保有し、ドミニオン戦争以前は惑星連邦に拮抗する戦力を有していた。惑星連邦と長きにわたって交戦していたがのちに友好関係を結び、ベイジョーを支配していた惑星の統治権を返還する（『スタートレック:ディープ・スペース・ナイン』）。

#### 支配下の星
- カーデシア・プライム
- セルトリス3号星
- チントカ星系

ほか

### 身体
爬虫類を連想させる外見を持つ種族である。灰色の肌で顔と首にはうろこのような模様がある。背は高く皮膚は硬い。額にあるスプーン状の突起や、首から肩にかけて、えらが張ったように浮き出た骨格が印象的である。母星は高温で乾燥した土地柄のため寒さに弱く、高い室温を好むため、長期間人間の環境で暮らすことは体に負担をかけるようである。デザインはやはりトカゲとスプーンをモチーフにしており、「スプーン頭」と蔑んで呼ばれることもある。

### 文化
カーデシア人は家族を大切にする種族である。大家族主義が定着しており、子持ちのカーデシア人は子供について話すことも多い。また、子供に対する義務を放棄することは赦されざる行為と見なされている（その一方、親のいない子供や他種族との混血児には普通の子供と同じ権利は与えられない）。ほかの種族と違い、戦闘や政治に参加する女性は滅多に登場しない（劇中に軍人として登場する女性はガル・オセットのみ）。女性は司法関係者や学者、技術者などの仕事をしているか、家庭を守っているようである。特に技術者・科学者などは、カーデシアでは男には向かない職業とされている。秩序的な種族らしく、男女で明確な役割分担がされているようである。
倫理と秩序を好むカーデシア人にとって、数少ない娯楽の一つが公開裁判である。判決は始まる前から決まっており、原則として覆されることはない。また、サウナで汗を流すことも好まれる。文学や絵画、建築など独特の芸術も発達している。エリム・ガラックのように他種族の娯楽に手を出す変わり者もいる。
カーデシア料理でよく使われる調味料に「ヤモック・ソース」がある。カーデシアの料理や飲料は蛍光色のシチューや「カナール」という色が黒く粘りけのある酒や、地球人にとってのコーヒーのような日常的に目にする飲料として「ホットの魚のジュース」など、カーデシア人しか口にしないとされるほど独特で、劇中に他種族に親しまれているものはない模様である。
母星であるカーデシア星系第6惑星カーデシア・プライム（Cardassia Prime）はかつて豊かな星であったが、長年にわたって資源を浪費してきたため、ついに枯渇し、彼らの精神も変えたようである。小さいながらも豊かな星であったベイジョーが侵略を受けたのも、そういう経緯が影響している。

### 政治
中央司令部（軍部）とオブシディアン・オーダー（諜報機関）が国政を担っており、両者は対立している。反体制運動を起こす者もいるがすぐに亡命せざるをえなくなるか、さもなくば闇に葬られる。『ディープ・スペース・ナイン』中盤までは上記の通りであったが、ドミニオン戦争において潰滅的な打撃を被ったことによりこの体制は大きな変化を遂げることになる。

### オブシディアン・オーダー
ロミュラン帝国にタル・シアーという諜報機関があるように、カーデシア連合にある諜報機関がオブシディアン・オーダー (英: Obsidian Order) である。非常に狡猾で無情であり、非常に効率的な組織として有名であり、秘密情報収集能力と秘密活動能力においてロミュラン帝国のタル・シアーでさえも敵わないと言われている。オブシディアン・オーダーはすべてのカーデシア人の活動を監視しており、国民一人一人が三食何を食べたのかすら把握されているとさえ言われている。
オブシディアン・オーダーの工作員は、機密保持のために拷問などの痛みに耐えるための装置を移植している。それは脳内の神経中枢に埋め込まれるインプラントであり、そのインプラントが脳内の快楽中枢を刺激しエンドルフィンを大量に分泌することにより、痛みを感じなくなる仕組みになっている。そのインプラントを取り出すことは不可能であり、取り出せば確実に死がもたらされる。そのほかにも、プロマジンという自決用の薬品が支給されており、この薬品を服用すると速やかに命を失うのと同時に、遺体が塵になる。
オブシディアン・オーダーはセキュリティと国内外のスパイ活動に対する責任を負っており、軍事行動に干渉することは禁止され、宇宙戦闘艦艇の所有も禁止されていたのだが、2371年にオライアス星系において、秘密裏にケルドン級戦艦を建造、保有していることが明らかになる。その後、オブシディアン・オーダーの元長官エナブラン・テインにより、秘密裏にオブシディアン・オーダーとロミュラン帝国のタル・シアーとが同盟を結び、ドミニオンの創設者である可変種抹殺のため、オマリオン星雲に進軍する。しかし、この共同作戦は可変種による策略であり、艦隊は罠にはまり全滅する。オブシディアン・オーダーはこの事件で壊滅状態となり、組織は崩壊。デタパ評議会が新政権の主導権を握ることとなる。

#### 構成員
- エナブラン・テイン - 元長官
- エリム・ガラック

## 劇中の歴史
- 1571年（西暦、以下同じ） - 古代ベイジョー人が太陽帆を使った宇宙船でカーデシア・プライムを訪れる。当時この星は平和で豊かな社会だったが、やがて資源が枯渇し、疫病も流行するなかで軍事国家への道を辿る。
- 1925年 - ワープ航法を習得。
- 2328年 - ベイジョーを占領する。
- 2340年 - 惑星連邦と紛争状態になる。
- 2366年 - 惑星連邦との間に一時的に停戦協定が結ばれる。
- 2369年 - ベイジョーから撤退する。
- 2370年 - 惑星連邦とのあいだに条約が締結され、緩衝宙域を含む新たな国境線が制定されるが、強制移住を余儀なくされた連邦入植者たちによりゲリラ集団マキが結成される。
- 2371年 - オブシディアン・オーダーとロミュランのタル・シアーとの連合艦隊がドミニオンの本拠地を攻撃しようとするが敗退、オブシディアン・オーダーの力は衰える。
- 2372年 - デタパ評議会が新政権の主導権を握る。クリンゴンがカーデシア領に侵攻する。
- 2373年 - ガル・デュカットが指導者となりドミニオンに参加、クリンゴンを撃退し、DS9を陥落させる。ドミニオンの援助によりマキを一掃する。
- 2374年 - DS9が奪還され、ガル・ダマールが指導者となる。
- 2375年 - ドミニオンにブリーン連合が参加し、カーデシアの地位が低下したことで、ドミニオンへの大規模な叛乱が起こる。同年、惑星連邦、クリンゴン、ロミュランとカーデシア人叛乱軍の連合部隊がカーデシア・プライムを攻略し、ドミニオンは降伏、ドミニオン戦争は終結した。前述の叛乱に対してのドミニオンの鎮圧攻撃により8億人にのぼる犠牲者を出す。

## 代表的なカーデシア人
ガル・デュカット
元テロック・ノール（のちのDS9）司令官。ガルはカーデシア軍の階級名で宇宙艦隊の大佐に相当、将官はレガートという。シスコに「本物の悪人」と言われるほどの屈折した人物。
エリム・ガラック
カーデシアを追放されたため、DS9で仕立屋を営んでいる。オブシディアン・オーダーの元メンバー。
エナブラン・テイン
オブシディアン・オーダーの元長官。ガラックのかつての上司で彼を追放した張本人であり、実父でもある。
ダマール
ガル・デュカットが貨物船の船長に左遷されたときの副官。当初の階級はグリン（尉官）だったが、ドミニオンに参加後にガルとなり、のちにレガートとなる。ドミニオンに反旗を翻し、カーデシア反乱軍のリーダーとなる。
レガート・ブロカ
ダマールがドミニオンに反逆したあとにカーデシアの指導者として立てられる人物。
テケニー・ゲモール
中央司令部評議員。反政府運動の中心的人物だったが、オブシディアン・オーダーの策略により亡命を余儀なくされる。その際、誘拐されゲモールの娘に整形されたキラ・ネリスと心を通わせ、父のように慕われることになる。のちに不治の病により、キラ・ネリスに看取られて亡くなる。
ガル･オセット
カーデシアでは珍しい女性のガル。
ガル･イヴェック
ガロア級戦艦ヴィターの艦長。2340年代に勃発した連邦との戦争で3人の息子の内2人を亡くしている。2370年、連邦との協定で新たにカーデシア領となった惑星の接収を命じられるが、連邦市民が立ち退きを拒否するというトラブルに遭う。戦争再発の危機を迎えるが、連邦側代表であるピカード大佐の説得により武力行使を控え、妥協案を受け入れて紛争を回避する。翌年、マキの船を追ってバッドランドに入り消息を絶つ。
セスカ
『スタートレック:ヴォイジャー』の初期セミレギュラーでマキ出身。当初はベイジョー人と思われていたが、カーデシアが整形手術までして送り込んだスパイである。

## その他
カーデシアは『新スタートレック』の途中で初登場するが、設定がかたまっていなかったため、初回のみ異なる表現が多い。おもなものは、頭髪が生えている、艦内ではリング状の冠をかぶっている、エネルギーがピンク色（あとで黄色になる）など。このときメインゲストをつとめたカーデシア人ガル・マセット役のマーク・アレイモ（TNGの初期話「宇宙空間の名探偵」でも地球人役を演じる）は、DS9でデュカット役を射止めることになる。またこの話でマセットの部下のグリン・ダロはマイルズ・オブライエンとも会話する。